# Smrt černého krále
Smrt černého krále je československý detektivní film z roku 1971, který navazuje na televizní seriál Československé televize Hříšní lidé města pražského z roku 1968. Jedná se o poslední film z cyklu celovečerních filmů Pěnička a Paraplíčko (1970), Partie krásného dragouna (1970) a Vražda v hotelu Excelsior (1971) režiséra Jiřího Sequense.

## Děj
Film se odehrává v Praze 30. let a začíná scénou, kdy se v tramvaji mladá dívka Magda Králová seznámí s Josefem Kořínkem, známým pod přezdívkou Pépi, aniž by tušila, že jde o kapsáře. Mezitím její otec, Ludvík Král, inkasista firmy Globus, popíjí v zahradní restauraci s přáteli, ačkoli trpí bolestmi žaludku. Navštíví ho šéf firmy, Vili Berger, a předá mu šek na 42 000 korun. Král vyzvedne šek i další částku 20 000 korun od prokuristy Hrádka. Další den vybere peníze z banky a cestou si koupí obálku a dopisní papír v trafice. Následně ale zmizí, což vede k nahlášení jeho zmizení na kriminálce.
Inspektor Bouše nalezne Královo mrtvé tělo u potoka s rozbitou hlavou, svázané a bez peněz. Rada Vacátko se svými kolegy, inspektory Boušem a Brůžkem, začíná vyšetřování podezřelé loupežné vraždy. V průběhu vyšetřování se odhalí, že Král mohl být zapleten do defraudace. Podezření padá na různé osoby z jeho okolí, včetně jeho dcery Magdy, snoubence Karla Vycpálka, kapsáře Pépiho i některých zaměstnanců firmy, včetně Bergera a Hrádka. Zároveň se odkrývají problémy s šeky, které neodpovídají původním částkám.
Vacátkovi připadá případ komplikovaný, ale vše se začne vyjasňovat na Králově pohřbu, kdy se objeví jeho švagrová, která odhalí pravdu. Ukáže se, že Král fingoval vlastní vraždu, aby zajistil svou rodinu, protože byl vážně nemocný. Chtěl tak finančně zabezpečit svou dceru a manželku, ale když vyjde najevo, že peníze jim nezůstanou, obě ženy se rozpláčou.

## Základní údaje
- Režie: Jiří Sequens
- Námět: povídka Jiřího Marka Otec Goriot ze Záběhlic
- Scénář: Jiří Marek, Jiří Sequens
- Kamera: Václav Hanuš
- Hudba: Zdeněk Liška
- Texty písní: Vladimír Sís
- Zpívá: Věra Nerušilová
- Premiéra: 31. března 1972
- Vyrobilo: Filmové studio Barrandov – výrobní skupina dr. Miloše Brože
- Rok výroby: 1971
- Délka: 111 minut

## Hrají
| Jaroslav Marvan     | policejní rada Karel Vacátko              |
| Josef Bláha         | vrchní inspektor Josef Brůžek             |
| Josef Vinklář       | vrchní inspektor Josef Bouše              |
| Jana Brejchová      | Magda Králová                             |
| Vlastimil Brodský   | inkasista Ludvík Král, Magdin otec        |
| Antonie Hegerlíková | Králová, Ludvíkova žena, Magdina matka    |
| Josef Somr          | podkoní Karel Vycpálek, Magdin druh       |
| Josef Kemr          | flétnista Franc Florián                   |
| Stanislav Fišer     | kapsář Josef Kořínek zvaný Pépi Kapsa     |
| Valtr Taub          | prokurista Hrádek                         |
| Jaroslav Moučka     | zahradník Standa Kopečný                  |
| Petr Čepek          | továrník Vili Berger                      |
| Nina Popelíková     | teta z Brodu, Králova švagrová            |
| Carmen Mayerová     | sekretářka Zuzana Vorlová, Viliho milenka |
| František Hanus     | továrník Berger, Viliho otec              |
| Zdeněk Dítě         | policejní komisař ze Záběhlic             |
| Ota Sklenčka        | soudní lékař MUDr. Vejvoda                |
| Vladimír Bičík      | pokladník na nádraží                      |
| Stanislav Hájek     | policajt                                  |
| Antonín Jedlička    | hudebník                                  |
| Bohumil Koška       | četník                                    |
| Jaroslav Mareš      | výčepní Cyril Pařízek zvaný Evžen         |
| Věra Nerušilová     | zpěvačka                                  |
| Jindřich Panáček    | fotograf                                  |
| František Poupě     | harmonikář                                |
| Josef Skrčený       | trafikant                                 |
| Jiří Smutný         | strážník Hrůza                            |
| Miloš Willig        | pokladník v bance                         |